# Föderationsrat (Russland)
Als Föderationsrat (auch: Föderationssowjet; russisch Совет Федерации) wird das Oberhaus der Föderationsversammlung von Russland bezeichnet. Der Föderationsrat dient als Vertretung der Gliedstaaten. Er repräsentiert die 89 (auch annektierte Gebiete) Subjekte der russischen Föderation. Die regionalen Exekutiven und Legislativen entsenden je einen Vertreter.
Im Gegensatz zur zweiten Parlamentskammer (Staatsduma) kann der Föderationsrat nicht vom Präsidenten aufgelöst werden.

## Aufgaben
Der Föderationsrat wirkt bei der Gesetzgebung mit, indem er durch die Duma beschlossene Gesetze entweder zur Unterschrift an den Präsidenten weiterleitet oder diese an die Duma zurückweist.
Außerdem weist ihm die russische Verfassung folgende Aufgaben zu:
- Genehmigung von Änderungen von Grenzen zwischen Subjekten der Russischen Föderation;
- Zustimmung zu einem Dekret des Präsidenten der Russischen Föderation über die Verhängung des Kriegsrechts oder des Ausnahmezustands;
- Amtsenthebungsverfahren gegen den Präsidenten der Russischen Föderation auf Antrag der Staatsduma (für die Entscheidung ist eine Zwei-Drittel-Mehrheit des Hauses erforderlich);
- Ernennung von Richtern des Verfassungsgerichts der Russischen Föderation, des Obersten Gerichts der Russischen Föderation (auf Vorschlag des Präsidenten);
- Ernennung und Abberufung des Generalstaatsanwalts der Russischen Föderation (auch durch den Präsidenten vorgeschlagen);
- Ernennung und Abberufung der stellvertretenden Vorsitzenden des Rechnungshofes und der Hälfte seiner Prüfer.

Im Rahmen der Deutsch-Russischen Freundschaftsgruppe gab es von September 2000 bis zur Auflösung am 8. April 2022 jährliche Treffen mit Vertretern des deutschen Bundesrates .

## Vorsitzende des Föderationsrates
- 1994–1996: Wladimir Schumejko
- 1996–2001: Jegor Strojew
- 2001–2011: Sergei Mironow
- Mai 2011 – September 2011: Alexander Torschin (kommissarisch)
- Seit September 2011: Walentina Matwijenko